# Amaxia disconsistens
Amaxia disconsistens là một loài bướm đêm thuộc phân họ Arctiinae, họ Erebidae.